# Rengha Rodewill
Rengha Rodewill (Hagen / Westphalia, 11 de outubro de 1948) é uma fotógrafa alemã, autora, pintora, artista gráfica e dançarina.

## Biografia e obra
Rengha Rodewill cresceu em Hagen. Estudou dança de palco em Ingeburg Schubert-Neumann em Hagen e pintura de Will D. Nagel. Depois de estudar na Itália e na Espanha, ela se mudou para Berlim, Alemã em 1978, onde abriu um estúdio em 1998 em Potsdam-Babelsberg. 
Com Eva Strittmatter,  de quem poemas também fazem parte de sua primeira publicação de livros Zwischenspiel – Lyrik, Fotografie (2010), Rodewill teve um intercâmbio artístico de 2000 até a morte de Strittmatter em 2011. O livro de estreia interlúdio e exposição de fotografias por Rodewill foi outubro de 2010 na Ópera Alemã de Berlim.  Rodewill tem exposições em casa e no exterior. Ela também é a iniciadora de vários projetos de crossover. As exposições e eventos de Rodewill, que ela mantém há muitos anos, apresentam artistas conhecidos sem remuneração. Com o clarinetista de jazz Rolf Kühn, ele é o irmão mais velho do pianista Joachim Kühn, e seu trio foi o vernissage de um concerto de jazz ao vivo. Na Fundação Friedrich Naumann em Potsdam-Babelsberg, em maio de 2004, Rodewill mostrou objetos e colagens de materiais sob o título BTrachtungsweisen, imagens da série de ciclos na praça.
Para o 100º aniversário do poeta judeu Mascha Kaléko, Rodewill criou uma instalação de arte em duas partes. A exposição Hommage à Mascha Kaléko foi em setembro de 2007 no Museu Georg Kolbe de Berlim. A escritora Jutta Rosenkranz acompanhou o evento com uma leitura de sua biografia de Mascha Kaléko. Em setembro de 2009, a atriz e Diseuse liberaram Gisela May de seu livro (em alemão) Es wechseln die Zeiten, no evento de caridade de Rengha Rodewill, (em alemão) Benefiz fuer Spatz.
Obras de arte por Rodewill são de propriedade privada e em coleções. Rengha Rodewill vive em Berlim e trabalha como fotógrafo e autor.

## Obras literários
- Zwischenspiel – Lyrik, Fotografie. Zusammen mit Eva Strittmatter. Plöttner Verlag, Leipzig 2010, ISBN 978-3-86211-005-6
- Einblicke – Künstlerische - Literarische - Politische. Die Bildhauerin Ingeborg Hunzinger. Mit Briefen von Rosa Luxemburg. Karin Kramer Verlag, Berlin 2012, ISBN 978-3-87956-368-3
- Bautzen II – Dokumentarische Erkundung in Fotos mit Zeitzeugenberichten und einem Vorwort von Gesine Schwan. Vergangenheitsverlag, Berlin 2013, ISBN 978-3-86408-119-4
- Hoheneck – Das DDR-Frauenzuchthaus, Dokumentarische Erkundung in Fotos mit Zeitzeugenberichten und einem Vorwort von Katrin Göring-Eckardt. Vergangenheitsverlag, Berlin 2014, ISBN 978-3-86408-162-0
- -ky's Berliner Jugend – Erinnerungen in Wort und Bild. Zusammen mit Horst Bosetzky. Vergangenheitsverlag, Berlin 2014, ISBN 978-3-86408-173-6
- Angelika Schrobsdorff – Leben ohne Heimat (Biographie). Bebra-Verlag, Berlin 2017, ISBN 978-3-89809-138-1